# یوزف سوک

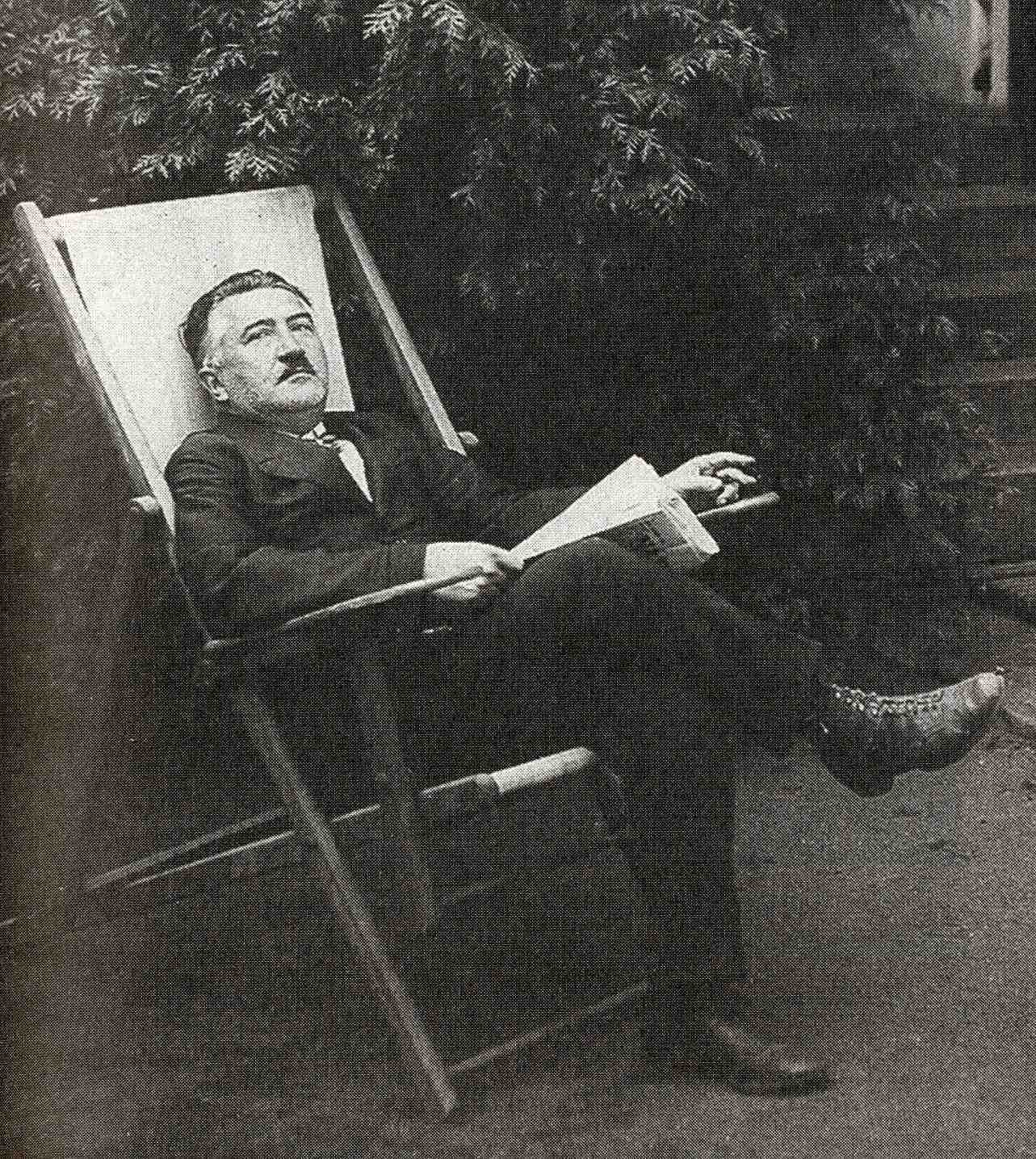
یوزف سوک

یوزف سوک (Josef Suk) آهنگساز و نوازنده ویلن چک در ۴ ژانویه ۱۸۷۴ در کرچوویتسه به دنیا آمد و در ۲۹ مه ۱۹۳۵ در بنشوو درگذشت.

## برخی از آثار
- «لطیفه اسپانیایی» برای پیانو
- «افسانه تابستان» برای ارکستر
- «۳ آواز بدون کلام» برای پیانو
- سرناد برای سازهای زهی
- فهرست اثار

## شنیدن آثار
- deezer
- youtube